# Никольский район (Вологодская область)
Нико́льский райо́н — административно-территориальная единица (район) и муниципальное образование (муниципальный район) на юго-востоке Вологодской области.
Административный центр — город Никольск.

## География
Площадь — 7476 км². Район граничит на западе — с Бабушкинским, на севере — с Кичменгско-Городецким районами; на востоке — с Вохомским, на юго-востоке — с Павинским, на юге — с Пыщугским, Кологривским и Межевски́м районами Костромской области.
Основные реки — Юг, Шарженьга, Кипшеньга, Лундонга, Унжа.

## История
Район образован в августе 1924 года в составе Северо-Двинской губернии.
14 июня 1927 года из Никольского района в Пыщугскую волость Ветлужского уезда Нижегородской губернии был передан Носковский с/с.
15 июля 1929 года Никольский район был передан в Северный край.
5 декабря 1936 года Никольский район был передан в Северную область.
23 сентября 1937 года Никольский район был передан в Вологодскую область.
12 ноября 1960 года к Никольскому району была присоединена часть территории упразднённого Рослятинского района.

## Население
| 2002    | 2009    | 2010    | 2011    | 2012    | 2013    | 2014    | 2015    | 2016    |
| ------- | ------- | ------- | ------- | ------- | ------- | ------- | ------- | ------- |
| 26 461  | ↘24 772 | ↘24 488 | ↘22 293 | ↘21 852 | ↘21 406 | ↘20 953 | ↘20 571 | ↘20 297 |
| 2017    | 2018    | 2019    | 2020    | 2021    | 2023    |         |         |         |
| ↘20 115 | ↘19 871 | ↘19 583 | ↘19 371 | ↘19 154 | ↘18 845 |         |         |         |

### Урбанизация
Городское население (в городе Никольск) составляет 40,37 % населения района.

### Национальный состав
По итогам переписи населения 2020 года проживали следующие национальности (национальности менее 0,1 % и другое, см. в сноске к строке «Другие»):
| Национальность | Численность, чел. | Доля     |
| -------------- | ----------------- | -------- |
| Русские        | 18 699            | 97,62 %  |
| Украинцы       | 20                | 0,10 %   |
| Другие         | 435               | 2,28 %   |
| Итого          | 19 154            | 100,00 % |

## Территориальное устройство
Административно-территориальные единицы
Никольский район в рамках административно-территориального устройства, включает 18 административно-территориальных единиц: 1 город районного значения (Никольск) и 17 сельсоветов:
| №  | Сельсовет       | Соответствующее муниципальное образование |
| -- | --------------- | ----------------------------------------- |
| 1  | Аргуновский     | Аргуновское СП                            |
| 2  | Байдаровский    | Никольское СП                             |
| 3  | Вахневский      | Никольское СП                             |
| 4  | Верхнекемский   | Кемское СП                                |
| 5  | Завражский      | Завражское СП                             |
| 6  | Зеленцовский    | Зеленцовское СП                           |
| 7  | Краснополянский | Краснополянское СП                        |
| 8  | Кумбисерский    | Никольское СП                             |
| 9  | Лобовский       | Никольское СП                             |
| 10 | Милофановский   | Зеленцовское СП                           |
| 11 | Нигинский       | Краснополянское СП, Никольское СП         |
| 12 | Нижнекемский    | Кемское СП                                |
| 13 | Осиновский      | Краснополянское СП                        |
| 14 | Переселенческий | Краснополянское СП                        |
| 15 | Пермасский      | Краснополянское СП                        |
| 16 | Полежаевский    | Краснополянское СП                        |
| 17 | Теребаевский    | Никольское СП                             |

Муниципальные образования
Никольский муниципальный район в рамках организации местного самоуправления включает 7 муниципальных образований нижнего уровня, в том числе 1 городское и 6 сельских поселений:
| №        | Муниципальное образование | Административный центр | Количество населённых пунктов | Население | Площадь, км² |
| -------- | ------------------------- | ---------------------- | ----------------------------- | --------- | ------------ |
| 1e-06    | Городское поселение:      |                        |                               |           |              |
| 1        | город Никольск            | город Никольск         | 1                             | ↘7607     | 17,18        |
| 1.000002 | Сельские поселения:       |                        |                               |           |              |
| 2        | Аргуновское               | деревня Аргуново       | 19                            | ↘886      | 225,81       |
| 3        | Завражское                | деревня Завражье       | 14                            | ↘962      | 953,10       |
| 4        | Зеленцовское              | деревня Зеленцово      | 24                            | ↘982      | 366,00       |
| 5        | Кемское                   | посёлок Борок          | 22                            | ↘1211     | 1648,07      |
| 6        | Краснополянское           | город Никольск         | 61                            | ↘5151     | 2723,64      |
| 7        | Никольское                | город Никольск         | 74                            | ↘2046     | 1542,91      |

К 1 января 2006 года в муниципальном районе были образованы одно городское и 14 сельских поселений. В апреле 2013 года были упразднены Осиновское и Полежаевское сельские поселения (включены в Краснополянское сельское поселение с административным центром в городе Никольске); Милофановское (включено в Зеленцовское); Верхнекемское и Нижнекемское (объединены в Кемское сельское поселение с административным центром в посёлке Борок). В июне-июле 2015 года были упразднены Байдаровское, Вахневское, Нигинское и Теребаевское сельские поселения (объединены в Никольское с административным центром в городе Никольске). В июне 2018 года было упразднено Пермасское сельское поселение (включено в Краснополянское).

## Населённые пункты
В Никольском районе 214 населённых пунктов, в том числе 1 городской (город) и 213 сельских.
| №   | Населённый пункт  | Тип     | Население | Муниципальное образование |
| --- | ----------------- | ------- | --------- | ------------------------- |
| 1   | Никольск          | город   | ↘7607     | город Никольск            |
| 2   | Абатурово         | деревня | 160       | Краснополянское           |
| 3   | Аксентьево        | деревня | 106       | Краснополянское           |
| 4   | Аргуново          | деревня | ↘228      | Аргуновское               |
| 5   | Байдарово         | деревня | 102       | Никольское                |
| 6   | Белогарье         | деревня | 17        | Краснополянское           |
| 7   | Беляевка          | деревня | 35        | Никольское                |
| 8   | Березово          | деревня | 57        | Зеленцовское              |
| 9   | Березово          | деревня | 38        | Краснополянское           |
| 10  | Блудново          | деревня | 54        | Краснополянское           |
| 11  | Богдановка        | деревня | 7         | Никольское                |
| 12  | Большое Оксилово  | деревня | 34        | Никольское                |
| 13  | Большое Сверчково | деревня | 78        | Краснополянское           |
| 14  | Большое Фомино    | деревня | 12        | Краснополянское           |
| 15  | Большой Двор      | деревня | 40        | Никольское                |
| 16  | Борок             | посёлок | 887       | Кемское                   |
| 17  | Бродовица         | деревня | 17        | Краснополянское           |
| 18  | Бураково          | деревня | 0         | Никольское                |
| 19  | Бутова Курья      | деревня | 156       | Краснополянское           |
| 20  | Вахнево           | деревня | 139       | Никольское                |
| 21  | Верхний Рыстюг    | деревня | 55        | Краснополянское           |
| 22  | Верхняя Кема      | село    | 4         | Кемское                   |
| 23  | Верховино         | деревня | 98        | Кемское                   |
| 24  | Весёлая Грива     | деревня | 0         | Завражское                |
| 25  | Весёлый Пахарь    | деревня | 0         | Кемское                   |
| 26  | Виноград          | деревня | 3         | Зеленцовское              |
| 27  | Владимирово       | деревня | 24        | Никольское                |
| 28  | Вострово          | деревня | 0         | Кемское                   |
| 29  | Всемирская        | деревня | 0         | Кемское                   |
| 30  | Вырыпаево         | деревня | 28        | Никольское                |
| 31  | Высокая           | деревня | 20        | Завражское                |
| 32  | Высокая           | деревня | 8         | Зеленцовское              |
| 33  | Высокинский       | посёлок | 299       | Завражское                |
| 34  | Гагарин           | починок | ↘3        | Никольское                |
| 35  | Герасимово        | деревня | 0         | Зеленцовское              |
| 36  | Гора              | деревня | 0         | Краснополянское           |
| 37  | Горка-Кокуй       | деревня | 3         | Никольское                |
| 38  | Гороховский       | починок | 4         | Краснополянское           |
| 39  | Гужово            | деревня | 0         | Никольское                |
| 40  | Дворище           | деревня | 11        | Краснополянское           |
| 41  | Демино            | деревня | 161       | Кемское                   |
| 42  | Дор               | деревня | 133       | Краснополянское           |
| 43  | Дунилово          | деревня | 48        | Завражское                |
| 44  | Дуниловский       | посёлок | 500       | Завражское                |
| 45  | Дьячково          | деревня | 33        | Аргуновское               |
| 46  | Елховецкий        | починок | 4         | Краснополянское           |
| 47  | Елховка           | деревня | 3         | Никольское                |
| 48  | Еремкин           | починок | 0         | Никольское                |
| 49  | Ермаково          | деревня | 88        | Завражское                |
| 50  | Есипово           | деревня | 40        | Никольское                |
| 51  | Животово          | деревня | 17        | Краснополянское           |
| 52  | Завариха          | деревня | 38        | Завражское                |
| 53  | Завражье          | деревня | 185       | Завражское                |
| 54  | Займище           | деревня | 73        | Никольское                |
| 55  | Захарово          | деревня | ↘30       | Никольское                |
| 56  | Захарово          | деревня | 65        | Никольское                |
| 57  | Зелёная Грива     | деревня | 6         | Никольское                |
| 58  | Зеленцово         | деревня | 282       | Зеленцовское              |
| 59  | Земцово           | деревня | 0         | Кемское                   |
| 60  | Иваково           | деревня | 0         | Никольское                |
| 61  | Ивантец           | деревня | 127       | Краснополянское           |
| 62  | Ильинское         | деревня | ↘169      | Аргуновское               |
| 63  | Ирданово          | деревня | 352       | Краснополянское           |
| 64  | Каино             | деревня | 31        | Кемское                   |
| 65  | Калауз            | деревня | 5         | Краснополянское           |
| 66  | Калинино          | деревня | 149       | Никольское                |
| 67  | Каменка           | деревня | 16        | Зеленцовское              |
| 68  | Каменка           | деревня | 5         | Краснополянское           |
| 69  | Каменное          | деревня | 50        | Никольское                |
| 70  | Каменный          | починок | 9         | Никольское                |
| 71  | Карныш            | деревня | 64        | Краснополянское           |
| 72  | Качуг             | деревня | 39        | Зеленцовское              |
| 73  | Кипшеньга         | деревня | 147       | Никольское                |
| 74  | Кленовая          | деревня | 3         | Краснополянское           |
| 75  | Княжево           | деревня | 4         | Кемское                   |
| 76  | Ковригино         | деревня | 0         | Никольское                |
| 77  | Ковырцево         | деревня | 15        | Никольское                |
| 78  | Кожаево           | деревня | 340       | Краснополянское           |
| 79  | Козловка          | деревня | 93        | Краснополянское           |
| 80  | Колесов Лог       | деревня | 7         | Никольское                |
| 81  | Коныгино          | деревня | 63        | Краснополянское           |
| 82  | Корепино          | деревня | 5         | Аргуновское               |
| 83  | Костенево         | деревня | 0         | Кемское                   |
| 84  | Костылево         | деревня | 0         | Кемское                   |
| 85  | Котельное         | деревня | 93        | Никольское                |
| 86  | Кошелево          | деревня | 5         | Никольское                |
| 87  | Красавино         | деревня | 0         | Зеленцовское              |
| 88  | Красавино         | деревня | 0         | Кемское                   |
| 89  | Красавино         | деревня | 66        | Зеленцовское              |
| 90  | Красавино         | деревня | 38        | Никольское                |
| 91  | Красная Звезда    | деревня | 9         | Аргуновское               |
| 92  | Красное Зведение  | деревня | 14        | Краснополянское           |
| 93  | Криводеево        | деревня | 284       | Краснополянское           |
| 94  | Кривяцкое         | деревня | 85        | Никольское                |
| 95  | Куданга           | деревня | 16        | Краснополянское           |
| 96  | Кудангский        | посёлок | 276       | Краснополянское           |
| 97  | Кудрино           | деревня | 55        | Никольское                |
| 98  | Кузнецово         | деревня | ↘63       | Никольское                |
| 99  | Кузнечиха         | деревня | 122       | Краснополянское           |
| 100 | Кумбисер          | деревня | 73        | Никольское                |
| 101 | Куревино          | деревня | 23        | Завражское                |
| 102 | Лантюг            | посёлок | 26        | Кемское                   |
| 103 | Лашово            | деревня | 24        | Никольское                |
| 104 | Левкин            | починок | 19        | Никольское                |
| 105 | Левобережный      | посёлок | 262       | Краснополянское           |
| 106 | Леунино           | деревня | 20        | Аргуновское               |
| 107 | Липово            | деревня | ↘24       | Краснополянское           |
| 108 | Лисицыно          | деревня | 30        | Зеленцовское              |
| 109 | Лоха              | село    | 5         | Никольское                |
| 110 | Люльково          | деревня | 146       | Зеленцовское              |
| 111 | Макаровский       | посёлок | 87        | Кемское                   |
| 112 | Малиновка         | деревня | 0         | Никольское                |
| 113 | Малиновка         | деревня | 34        | Зеленцовское              |
| 114 | Малиновка         | деревня | 35        | Краснополянское           |
| 115 | Малое Оксилово    | деревня | 16        | Никольское                |
| 116 | Малое Сверчково   | деревня | 5         | Краснополянское           |
| 117 | Малое Фомино      | деревня | 25        | Краснополянское           |
| 118 | Малые Гари        | деревня | ↘0        | Никольское                |
| 119 | Марково           | деревня | 121       | Никольское                |
| 120 | Мелентьево        | деревня | 599       | Краснополянское           |
| 121 | Милофаново        | деревня | 88        | Зеленцовское              |
| 122 | Мичково           | деревня | 43        | Аргуновское               |
| 123 | Мокрецово         | деревня | 62        | Краснополянское           |
| 124 | Молодёжный        | посёлок | 161       | Краснополянское           |
| 125 | Мякишево          | деревня | 53        | Никольское                |
| 126 | Нагавицино        | деревня | 22        | Никольское                |
| 127 | Нигино            | деревня | 282       | Никольское                |
| 128 | Нижний Рыстюг     | деревня | 22        | Краснополянское           |
| 129 | Никольское        | деревня | 184       | Аргуновское               |
| 130 | Никольское        | село    | 188       | Кемское                   |
| 131 | Носково           | деревня | 0         | Краснополянское           |
| 132 | Нюненьга          | посёлок | 128       | Краснополянское           |
| 133 | Орлово            | деревня | 18        | Никольское                |
| 134 | Осиновая Гарь     | деревня | 0         | Никольское                |
| 135 | Осиново           | деревня | 295       | Краснополянское           |
| 136 | Павлово           | деревня | 65        | Аргуновское               |
| 137 | Падерино          | деревня | 0         | Кемское                   |
| 138 | Пантелеево        | деревня | 7         | Никольское                |
| 139 | Пахомово          | деревня | 0         | Краснополянское           |
| 140 | Пеженьга          | деревня | 0         | Завражское                |
| 141 | Перебор           | деревня | 7         | Зеленцовское              |
| 142 | Пермас            | деревня | 278       | Краснополянское           |
| 143 | Пермасский        | починок | 23        | Краснополянское           |
| 144 | Пертюг            | деревня | 4         | Краснополянское           |
| 145 | Петряево          | деревня | 37        | Никольское                |
| 146 | Петрянино         | деревня | 6         | Никольское                |
| 147 | Пичуг             | деревня | 0         | Аргуновское               |
| 148 | Плаксино          | деревня | 54        | Краснополянское           |
| 149 | Погорелица        | деревня | 4         | Краснополянское           |
| 150 | Подгорье          | деревня | 26        | Никольское                |
| 151 | Подол             | деревня | ↗25       | Никольское                |
| 152 | Подольская        | деревня | 16        | Никольское                |
| 153 | Подосиновец       | посёлок | 15        | Краснополянское           |
| 154 | Полежаево         | деревня | 133       | Краснополянское           |
| 155 | Половина          | деревня | 14        | Никольское                |
| 156 | Половинка         | деревня | 17        | Краснополянское           |
| 157 | Прудишная         | деревня | 9         | Никольское                |
| 158 | Путилово          | деревня | 79        | Кемское                   |
| 159 | Пятаков           | починок | 7         | Никольское                |
| 160 | Рамешки           | деревня | 40        | Краснополянское           |
| 161 | Родюкино          | деревня | 227       | Краснополянское           |
| 162 | Рокуново          | деревня | 78        | Зеленцовское              |
| 163 | Россохино         | деревня | 9         | Аргуновское               |
| 164 | Россохино         | деревня | 18        | Никольское                |
| 165 | Савино            | деревня | 0         | Кемское                   |
| 166 | Самылово          | деревня | 12        | Никольское                |
| 167 | Светлый Ключ      | село    | 88        | Краснополянское           |
| 168 | Селиваново        | деревня | 0         | Краснополянское           |
| 169 | Семенка           | деревня | 62        | Аргуновское               |
| 170 | Сенино            | деревня | 20        | Зеленцовское              |
| 171 | Серпово           | деревня | 4         | Кемское                   |
| 172 | Синицыно          | деревня | 28        | Зеленцовское              |
| 173 | Скоморошье        | деревня | 75        | Аргуновское               |
| 174 | Скочково          | деревня | 50        | Зеленцовское              |
| 175 | Скочково          | деревня | 78        | Краснополянское           |
| 176 | Слуда             | деревня | 63        | Зеленцовское              |
| 177 | Соколово          | деревня | 67        | Краснополянское           |
| 178 | Солотново         | деревня | 63        | Никольское                |
| 179 | Сорокино          | деревня | 44        | Завражское                |
| 180 | Софроново         | деревня | 16        | Аргуновское               |
| 181 | Старина           | деревня | 46        | Кемское                   |
| 182 | Старыгино         | деревня | 3         | Никольское                |
| 183 | Старыгино         | деревня | 39        | Завражское                |
| 184 | Степшинский       | починок | 28        | Никольское                |
| 185 | Сторожевая        | деревня | 0         | Краснополянское           |
| 186 | Суборная          | деревня | 18        | Аргуновское               |
| 187 | Сырково           | деревня | 39        | Зеленцовское              |
| 188 | Талица            | деревня | ↘0        | Никольское                |
| 189 | Тарасово          | деревня | 98        | Никольское                |
| 190 | Телянино          | деревня | 80        | Аргуновское               |
| 191 | Теребаево         | деревня | 173       | Никольское                |
| 192 | Токовица          | деревня | 9         | Завражское                |
| 193 | Травино           | деревня | 106       | Никольское                |
| 194 | Турино            | деревня | 16        | Никольское                |
| 195 | Упиралово         | деревня | 6         | Краснополянское           |
| 196 | Урицкое           | деревня | 28        | Зеленцовское              |
| 197 | Филимоновы Гари   | деревня | 28        | Никольское                |
| 198 | Филинский         | починок | 105       | Никольское                |
| 199 | Филиппово         | деревня | 20        | Никольское                |
| 200 | Холшевиково       | деревня | 78        | Аргуновское               |
| 201 | Чегодаевский      | посёлок | 0         | Завражское                |
| 202 | Челпаново         | деревня | ↘17       | Никольское                |
| 203 | Черная            | деревня | 4         | Аргуновское               |
| 204 | Чернино           | деревня | 89        | Никольское                |
| 205 | Чернушка          | деревня | 0         | Зеленцовское              |
| 206 | Чернцово          | деревня | 91        | Аргуновское               |
| 207 | Чушевино          | деревня | 0         | Никольское                |
| 208 | Шалашнево         | деревня | 10        | Никольское                |
| 209 | Шарженга          | посёлок | 146       | Зеленцовское              |
| 210 | Шири              | деревня | 41        | Краснополянское           |
| 211 | Широкая           | деревня | 23        | Зеленцовское              |
| 212 | Шолково           | деревня | 6         | Краснополянское           |
| 213 | Юшково            | деревня | 140       | Никольское                |
| 214 | Ямская            | деревня | 24        | Кемское                   |

### Упразднённые населённые пункты
В 2020 году упразднены починок Зырянский, посёлок Лесная Роща, деревни Повечёрная и Тарасовы Лога.
В 2021 году упразднены деревни Виноградово и Малое Старыгино.
В 2022 году упразднены деревни Баданки, Вороново и Шилово.

## Местное самоуправление
Главы муниципального округа
- Вячеслав Васильевич Панов[44]

Председатели представительного собрания
- Антонина Николаевна Баданина[44]

## Транспорт
Через район проходят автомобильные дороги Р7 Никольск — Тотьма, Р157 Урень — Никольск — Ширяево, Соколово — Никольское, Кожаево — Завражье. Имеется выход к автодороге А123 в Архангельскую область и Республику Коми.

## Достопримечательности
В Никольском районе расположены заказники Талицкий лес (ландшафтный) и Гладкий бор.
Природные памятники в окрестностях города: Кудринский бор 660 га (редкие виды орхидных растений); урочище Яшкин бор 138 га, бор-беломошник.
На территории района произрастает в небольшом количестве лиственница сибирская, занесенная в Красную книгу Вологодской области, но, к сожалению и она уничтожается при вырубке леса.

## Известные уроженцы
- Бетехтин Анатолий Владимирович (1931 — 2012) — советский военачальник, генерал армии. Родился в д. Аргуново.
- Ласкин, Николай Матвеевич (1903—1962) — советский военачальник, генерал-майор. Родился в д. Ковырцево.
- Шилов, Фёдор Николаевич (05.07.1904 — 30.08.1941) — советский военачальник, командир 259-й стрелковой дивизии, генерал-майор. Родился в д. Березово.
- Ельцыны - предки первого президента России Бориса Николаевича Ельцина в XVII столетии проживали на территории района (Халезская волость: Иваково, Ковригино, Скоморошье).